# Meistriliiga de 2010
Meistriliiga 2010 foi a 20ª edição da Meistriliiga. A competição teve início em 9 de março, e teve como o campeão a equipe do FC Flora Tallinn, que volltou a se isolar como a equipe com mais títulos da Meistriliiga com oito títulos no total.

## Equipes
| Equipe         | Localização  | Estádio            | Capacidade | Técnico              |
| -------------- | ------------ | ------------------ | ---------- | -------------------- |
| Flora          | Tallinn      | A. Le Coq Arena    | 9.300      | Martin Reim          |
| Kalju          | Tallinn      | Hiiu Stadium       | 500        | Igor Prins           |
| Kuressaare     | Kuressaare   | Linnastaadion      | 2.000      | Sergei Zamogilnõi    |
| Levadia        | Tallinn      | Kadrioru Stadium   | 4.750      | Aleksandr Puštov     |
| Lootus         | Kohtla-Järve | SPK staadion       | 500        | Andrei Škaleta       |
| Paide LM       | Paide        | ÜG Stadium         | 250        | Meelis Rooba         |
| Sillamäe Kalev | Sillamäe     | Kalevi Stadium     | 2.000      | Vladimir Kazachyonok |
| Tammeka        | Tartu        | Tamme Stadium      | 2.000      | Marko Kristal        |
| Trans          | Narva        | Kreenholmi Stadium | 3.000      | Valeri Bondarenko    |
| Tulevik        | Viljandi     | Linnastaadion      | 2.500      | Marko Lelov          |

## Classificação geral
| Meistriliiga 2010 | Meistriliiga 2010 | Meistriliiga 2010 | Meistriliiga 2010 | Meistriliiga 2010 | Meistriliiga 2010 | Meistriliiga 2010 | Meistriliiga 2010 | Meistriliiga 2010 | Meistriliiga 2010 | Meistriliiga 2010 | Meistriliiga 2010 |
| Time | Time              | Pts               | J                 | V                 | E                 | D                 | GP                | GC                | SG                | %                 | CD                |
| --- | ----------------- | ----------------- | ----------------- | ----------------- | ----------------- | ----------------- | ----------------- | ----------------- | ----------------- | ----------------- | ----------------- |
| 1 | Flora             | 91                | 36                | 29                | 4                 | 3                 | 104               | 32                | +72               | 84,26             |                   |
| 2 | Levadia           | 86                | 36                | 26                | 8                 | 2                 | 100               | 16                | +84               | 79,63             |                   |
| 3 | Trans             | 76                | 36                | 23                | 7                 | 6                 | 67                | 31                | +36               | 70,37             |                   |
| 4 | Kalju             | 62                | 36                | 18                | 8                 | 10                | 59                | 42                | +17               | 57,41             |                   |
| 5 | Sillamäe Kalev    | 59                | 36                | 18                | 5                 | 13                | 79                | 52                | +27               | 54,63             |                   |
| 6 | Tammeka           | 40                | 36                | 11                | 7                 | 18                | 50                | 66                | -16               | 37,04             |                   |
| 7 | Tulevik           | 29                | 36                | 8                 | 5                 | 23                | 33                | 62                | -29               | 26,85             |                   |
| 8 | Paide LM          | 25                | 36                | 6                 | 7                 | 23                | 30                | 79                | -49               | 23,15             |                   |
| 9 | Kuressaare        | 24                | 36                | 7                 | 3                 | 26                | 32                | 93                | -61               | 22,22             |                   |
| 10 | Lootus            | 20                | 36                | 6                 | 2                 | 28                | 22                | 103               | -81               | 18,52             |                   |
| Pts – Pontos ganhos; J – Jogos; V - Vitórias; E - Empates; D - Derrotas; GP – Gols pró; GC – Gols contra; SG – Saldo de gols; % - Aproveitamento de pontos CD - Confronto direto Critério de desempate: 1) número de vitórias; 2) confronto direto |                   |                   |                   |                   |                   |                   |                   |                   |                   |                   |                   |

|  |                                                                               |
|  | Campeão; Vaga para Liga dos Campeões da UEFA - Primeira fase de Classificação |
|  | Vaga para Liga Europa - Primeira fase de Classificação                        |
|  | Disputa a permanência na Meistriliiga contra o segundo colocado da Esiliiga   |
|  | Rebaixado para Esiliiga em 2011                                               |

## Play-off
| 14 de novembro | Tamme Auto                  | 2 — 1 | Kuressaare | Sportland Arena, Tallinn             |
| 12:00          | Šteinberg 60' · Kirilov 79' |       | 15' Aljas  | Público: 110 Árbitro: Roomer Tarajev |

| 20 de novembro | Kuressaare                            | 3 — 0 | Tamme Auto |  |
| 12:00          | Skiperskiy 27' · Viira 31' · Pukk 36' |       |            |  |

## Artilharia
Última atualização: 6 de novembro de 2010.
24 gols
- Sander Post (FLO)

21 gols
- Jüri Jevdokimov (KLJ)

20 gols
- Tarmo Neemelo (LEV)

16 gols
- Vitali Leitan (LEV)

14 gols
- Deniss Malov (LEV)

13 gols
- Henri Anier (FLO)
- Marius Bezykornovas (TRN)

12 gols
- Konstantin Nahk (LEV)
- Albert Prosa (TAM)

9 gols
- Maksim Gruznov (S.K)
- Nikita Koljajev (S.K)
- Aleksandr Nikulin (S.K)
- Felipe Nunes (KAL)
- Dmitri Skiperskiy (KUR)
- Nerijus Vasiliauskas (S.K)

## Campeão
| Meistriliiga 2010                 |
| --------------------------------- |
| FLORA TALLINN Campeão (8º título) |